# Wheelen

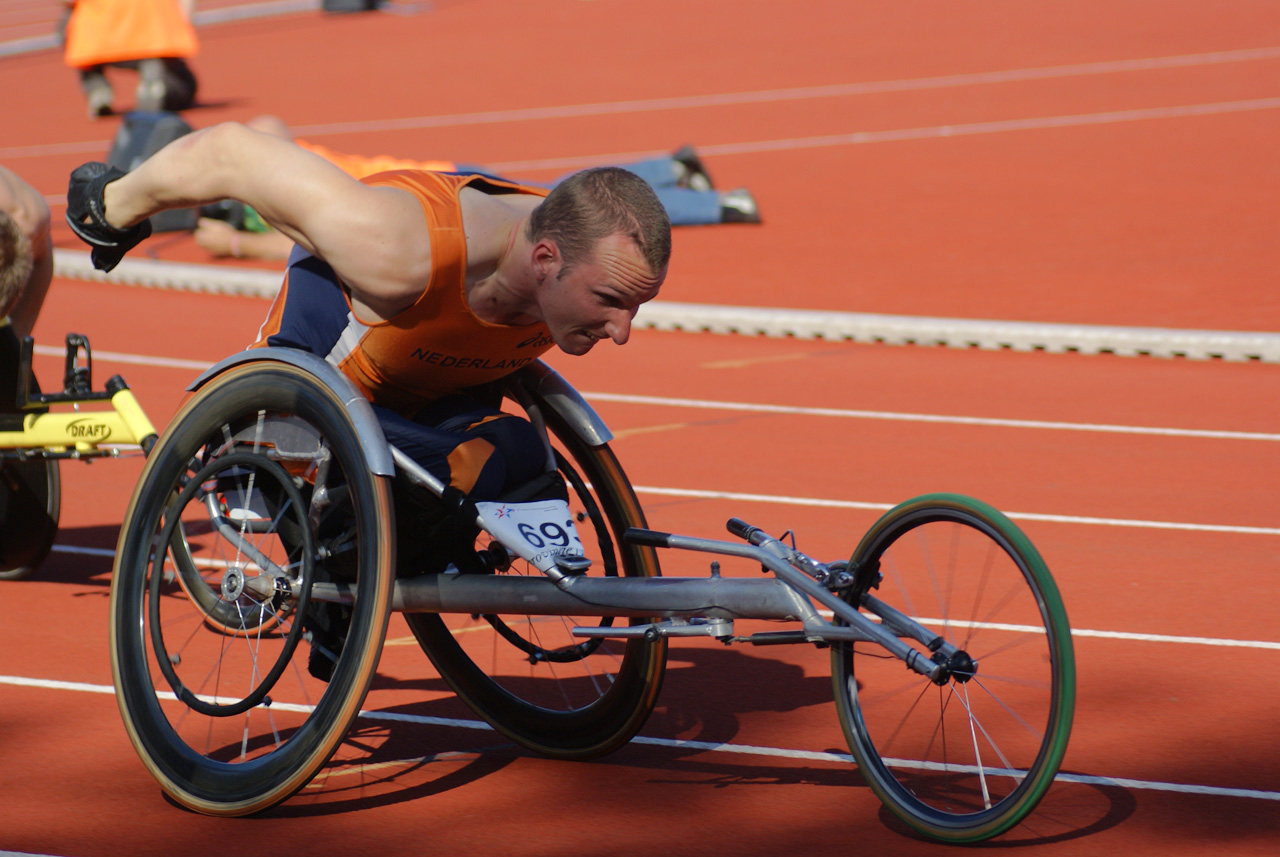
Wheeler Kenny van Weeghel in actie tijdens het WK 2006

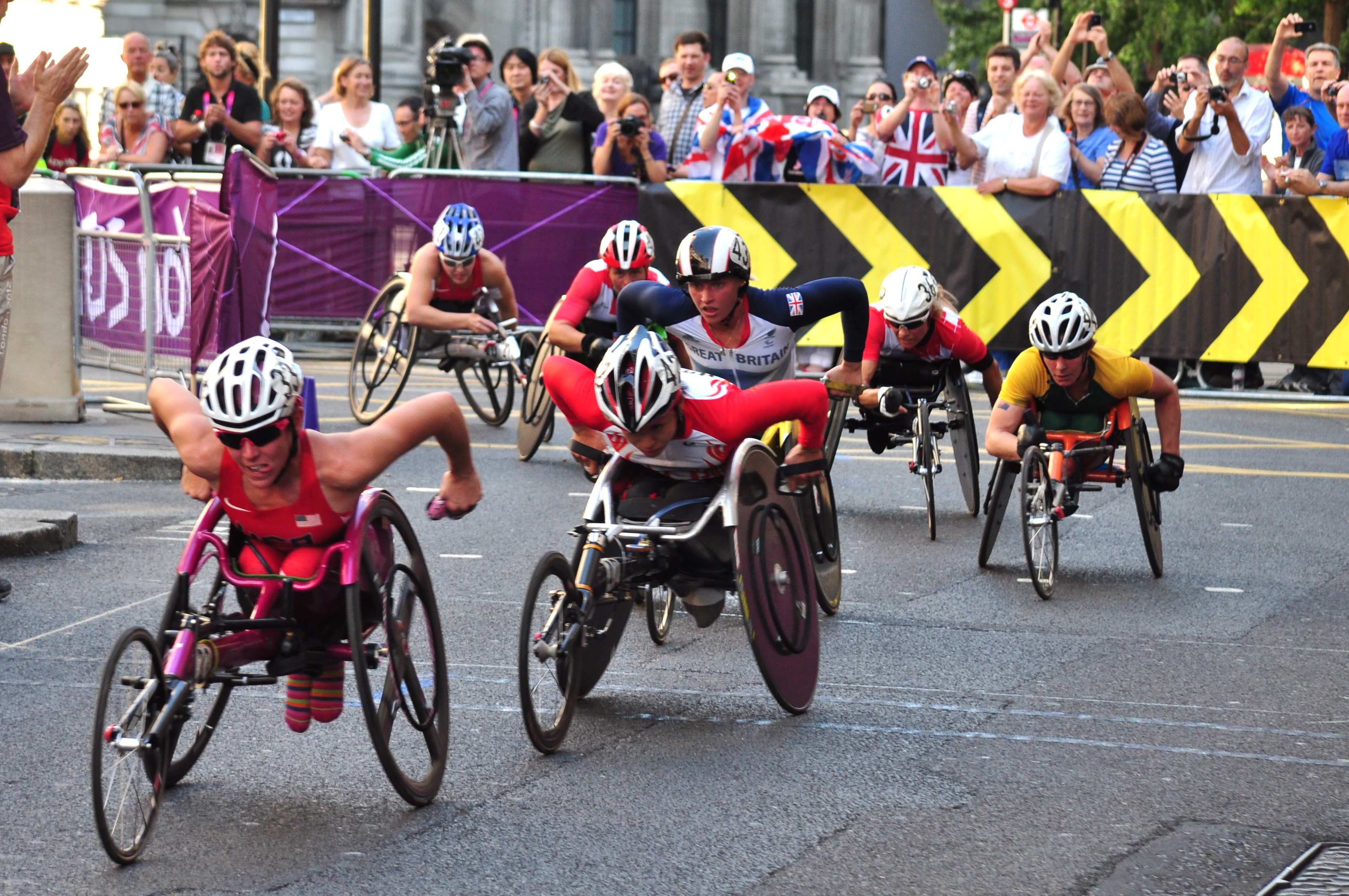
Marathon Klasse T54 tijdens de Paralympische Zomerspelen 2012

Wheelen is voor rolstoelgebruikers wat hardlopen is voor mensen zonder rolstoel, alleen ligt de snelheid van een wheeler beduidend hoger dan die van de hardloper. Wheelen wordt ook wel rolstoelracen genoemd.
Het wheelen kan zowel op de baan als op de weg beoefend worden. Op de baan kan er worden deelgenomen aan 100 m, 200 m, 400 m, 800 m, 1500 m, 5000 m en 10.000 m; op de weg zijn er de afstanden; 5 km, 10 km, 10 Engelse mijlen, halve en hele marathons.
Nederlandse wheelers nemen vaak deel aan wegwedstrijden voor hardlopers, meestal de marathons. Overal ter wereld krijgen de wheelers hierbij een zogenaamde 'Head Start', dit houdt in dat zij op grond van hun hogere snelheid voor het peloton hardlopers starten. Via selectiewedstrijden op de baan kunnen atleten hun 'limiet' trachten te behalen voor deelname aan de Paralympische Spelen waar het al sinds de tweede spelen in 1964 op het programma van de atletiek staat. Eerst als aparte discipline en heden ten dage als onderdeel van het hardlopen. Maar natuurlijk kan ook recreatief worden gewheeld. Wanneer er langere tijd achtereen veel kilometers worden gelopen is dit een vorm van duursport.
Enkele bekende Nederlandse wheelers zijn: Kenny van Weeghel, Stefan Rusch, Amy Siemons en Desiree Vranken.
Enkele bekende Belgische Wheelers zijn : Paul Van Winkel , Marieke Vervoort en Peter Genyn
Ook valide atleten kunnen gaan wheelen maar de sport wordt vooral beoefend door atleten met beperkingen aan de benen zoals Spina bifida, dwarslaesie of een beenamputatie. Daarnaast wordt deze sport veel beoefend door mensen met spasticiteit.

## Wheelerrolstoelen
De wheelerrolstoel heeft een opvallend langgerekt frame met drie wielen waarvan de achterste twee wielen extra scheef staan waardoor er makkelijker gestuurd kan worden. De hoepels om de rolstoel mee aan te drijven hebben een kleinere diameter dan de wielen. Het aandrijven van deze rolstoelen vergt een goede slagtechniek, waarbij speciale wheelerhandschoenen worden gebruikt.

## Verschillende klassen en categorieën

### Klassen
Omdat niet iedereen dezelfde aard van beperkingen heeft zijn de wheelers ingedeeld in verschillende klassen.
De klassen 33 tot en met 34 zijn er voor de mensen met spasticiteit en de klassen 51 tot en met 54 voor mensen met verlammingen.
- T32
- T33
- T34

- T51 Tetraplegie zonder tricepsspierfunctie
- T52 Tetraplegie met tricepsspierfunctie
- T53 Verlamming aan beide zijden van het onderlichaam zonder goede rompfunctie
- T54 Verlamming aan beide zijden van het onderlichaam met goede rompfunctie

### Categorieën
Het wheelen ontwikkelt zich tot een hightech sportvorm, waarvoor speciale kleding, handschoenen en een wheeler nodig zijn.
Het vergt veel training en een goede techniek. Dit maakt het wheelen meer en meer tot een professionele sport. Daarom is het wheelen om het laagdrempelig te houden verdeeld in drie categorieën:
- A -categorie Wedstrijdatleten; vaak de routiniers
- B -categorie doorstromende nieuwelingen en subtoppers
- C -categorie nieuwelingen, de jongeren, en diegenen die op grond van hun motorische beperking niet zo snel kunnen, en sporters die recreatief aan het wheelen zijn.